# Панда и Крош
«Панда и Крош»(кит. 熊猫和开心球, «Крош и Панда»)— российско-китайский мультсериал, главными героями которого являются Крош из мультсериала «Смешарики» и Панда Хэхэ из мультсериала «Кротик и Панда». Является совместным проектом группы компаний «Рики», FUN Union и CCTV Animation Group.
На данный момент вышло 52 серии мультсериала длительностью 12 минут в формате CGI 3D. Спин-офф не имеет общего с мультсериалом «Смешарики», кроме появления одного из героев этого сериала.

## Сюжет
События сериала происходят в магазине. Когда посетители уходят из магазина, игрушки оживают и общаются. Одни из игрушек — Хэхэ («Кротик и Панда») и Крош («Смешарики»).

## Создание
Создание сериала было подписано на XI пленарном заседании Российско-Китайского комитета дружбы, мира и развития между генеральным продюсером группы компаний «Рики» (Riki Group) Ильём Поповым и председателем студии CCTV Animation («дочка» медиахолдинга CCTV) Цай Чжицзюньем 4 июля 2017 года в рамках официального визита председателя КНР Си Цзиньпина в Россию.
За полтора года планировалось выпустить 52 эпизода по 12 минут в формате 3D CGI (компьютерные), вложив равные суммы равные в целом 500 миллионам рублей (60 миллионам юаней). Сценарий, облик персонажей, разрабатывать мир планировалось совместно. Было объявлено, что студия «Рики» создаст раскадровку и черновой вариант и отправит в Китай, где нарисуют финальную версию, вернув в Россию на озвучивание на русский язык. Так как проект совместный, он получит удостоверение национального фильма, и его можно будет показывать в прайм-тайм (с 18.00 до 22.00) на китайском телевидении (зарубежные запрещены к показу в прайм-тайм) и иметь льготы по НДС.
Также было объявлено, что пост-продакшн в России будет осуществлять студия «Петербург», а в Китае — CCTV Animation, и что Fun Union со штаб-квартирой в Гонконге будет отвечать за работу с правами и лицензированием в третьих странах, а также оказывать маркетинговую поддержку и продвижение бренда в Китае.
Сценарий, разработка миров и внешнего вида персонажей, анимация и другие творческие и технические аспекты постановки были выполнены международной командой специалистов из России, Китая, Малайзии, Индонезии, Сингапура, США и Великобритании.

## Прокат
19 января 2021 года состоялась премьера мультсериала на китайском телеканале CCTV, а 8 февраля — на российском телеканале «Карусель». 9 февраля «Крош и Панда» стал доступен в онлайн-кинотеатре «КиноПоиск HD» по подписке.

## Список серий
1. Форсаж
2. Высокий полёт
3. Залётная птица
4. Сбежавший поезд
5. Дело-труба
6. Полёт времени
7. Влипли
8. Дом мечты
9. Летучая мышка
10. Новый робот
11. Продано!
12. В игру!
13. Монстрошар
14. Cлониха в печали
15. Потехи час
16. Торопыжка
17. Новый друг Кроша
18. Вместе!
19. Динозавр-разрушитель
20. Замки
21. Лучшее приключение
22. Настоящее волшебство
23. Веселые каникулы
24. Лили заболела
25. Скалолазы
26. Загадка пирамиды
27. Двойная проблема
28. Особый дар Енота
29. Нянчимся по-крупному
30. Спасительная батарейка
31. Летучие лошадки
32. Лучшее фото
33. Роллер Крош
34. Искатель приключений
35. Счастливая звезда
36. Оюшки!
37. Скользкий пол
38. Солдат Сидни
39. Сказки о высоком
40. Мастера-конструкторы
41. Матрёшка
42. Скутер-трюкач
43. Футболисты
44. Забытая игрушка
45. Что-то новое
46. Тянись ввысь!
47. Крутые движенья
48. Загадочное яйцо
49. Фактоискатель
50. Слоны ничего не забывают
51. Добраться до Луны
52. Лучший цвет

## Роли озвучивали
| Актёр озвучивания  | Роль                                               |
| ------------------ | -------------------------------------------------- |
| Михаил Хрусталёв   | Панда Хэхэ, Машинист, Искатель приключений, Прибор |
| Антон Виноградов   | Кролик Крош, Новый робот                           |
| Светлана Кузнецова | Кукла Лили, Паровозик                              |
| Инга Реза          | Енот, Хомяк, Мышь                                  |
| Андрей Лёвин       | Робот Рори, Солдатик                               |
| Ксения Бржезовская | Самолёт Амелия                                     |
| Михаил Черняк      | Скутер                                             |
| Марианна Мокшина   | Слониха, Крошка Лу                                 |